# Білокоровицька сільська територіальна громада
Білокоровицька сільська територіальна громада — територіальна громада в Україні, в Коростенському районі Житомирської області. Адміністративний центр — село Білокоровичі.

## Площа та населення
У 2018 році площа громади становила 110,04 км², кількість населення — 5 948 мешканців
Станом на 2021 рік, площа території — 106,7 км², кількість населення — 5 780 осіб.

## Населені пункти
До складу громади входять 3 населених пункти — село Білокоровичі, селища Бучмани та Нові Білокоровичі.

## Старостинські округи
- Бучманівський (селище Бучмани)
- Новобілокоровицький (селище Нові Білокоровичі)[4]

## Соціальна сфера
Станом на 2017 рік на утриманні громади перебували 2 фельдшерсько-акушерські пункти, 2 амбулаторії, 4 школи, 4 дитячі садки та 3 заклади культури.

## Історія
Утворена 25 липня 2016 року шляхом об'єднання Бучманівської, Новобілокоровицької селищних рад та Білокоровицької сільської ради Олевського району Житомирської області.
Склад громади затверджено розпорядженням Кабінету Міністрів України № 711-р від 12 червня 2020 року «Про визначення адміністративних центрів та затвердження територій територіальних громад Житомирської області».
Відповідно до постанови Верховної Ради України від 17 червня 2020 року «Про утворення та ліквідацію районів», громада увійшла до складу новоствореного Коростенського району Житомирської області.